# Grusonia agglomerata
Grusonia agglomerata ist eine Pflanzenart in der Gattung Grusonia aus der Familie der Kakteengewächse (Cactaceae).

## Beschreibung
Grusonia agglomerata wächst niedrigbleibend und ist reich verzweigt. Die verkehrt eiförmigen, graugrünen Triebabschnitte sind 3 bis 4 Zentimeter lang. Die kreisrunden Areolen sind mit gräulich weißer Wolle und weißen bis gelblichen Glochiden besetzt. Von den vier bis fünf gelblichen, an ihrer Basis zwiebelförmig verdickten Mitteldornen sind die unteren zwei gebogen und 1 bis 1,5 Zentimeter lang. Die seitlichen sind spreizend und gräulich weiß. Die sechs bis sieben abstehenden, nadeligen Randdornen sind weißlich und 1 bis 4 Millimeter lang.
Über die Blüten und Früchte ist nichts bekannt.

## Verbreitung und Systematik
Grusonia agglomerata ist im mexikanischen Bundesstaat Coahuila verbreitet.
Die Erstbeschreibung als Opuntia aggeria erfolgte 1929 von Alwin Berger. Edward Frederick Anderson stellte die Art 1999 in die Gattung Grusonia. Ein weiteres nomenklatorisches Synonym ist Corynopuntia aggeria (A.Berger) F.M.Knuth (1936).

## Nachweise